# Batang Tumu
Batang Tumu is een bestuurslaag in het regentschap Indragiri Hilir van de provincie Riau, Indonesië. Batang Tumu telt 4589 inwoners (volkstelling 2010).